# Pierrette Favarger
Pour les articles homonymes, voir Favarger (homonymie).
Pierrette Favarger, née le 9 novembre 1924 à Vevey et morte le 24 février 2015 à Neuchâtel, est une céramiste suisse.

## Biographie
Fille d'André-David, ingénieur-topographe, et de Marguerite Junod, libraire, Pierrette Favarger se forme aux beaux-arts en Suisse. Elle suit une formation de céramiste à l'École d'arts visuels de Berne chez Walter Burri (1942-1944) ainsi que de sculpture à l'École des beaux-arts de Genève chez Maurice Sarkissoff (1945). Membre de l'Académie internationale de la céramique depuis sa fondation, en 1955, elle est proche de Marie-Thérèse Coullery, directrice du Musée de céramique genevois l'Ariana de 1976 à 1994. Pierrette Favarger installe successivement son atelier de travail à Berne (1951), Peseux (1960), puis Neuchâtel.
En 1956, elle épouse l'historien de la littérature et romancier Manfred Gsteiger.
Durant toute sa carrière, Pierrette Favarger refuse d'utiliser le feu pour cuire ses créations ce qui lui permet de travailler davantage les effets de peinture et d'ajouter à son travail des matières ne supportant par les hautes températures. Elle insère dans la terre notamment des textiles, des plumes, de la fourrure ou encore des ongles. En choisissant de travailler la terre cuite et de s'intéresser à la figure humaine, Pierrette Favarger a su imposer son style tout en restant à l'écart des tendances, refusant d'être qualifiée de "moderne". Elle participe à de grandes expositions collectives (Faenza en 1984, au Heimatwerk de Zürich en 1986 ou encore la Chine en 1987) et compte de nombreuses expositions personnelles (au Musée d'art et d'histoire de Neuchâtel en 1975 et 1999, à la Galerie Ditesheim en 1982 et 1990, au Heimatwerk en 1973, ou encore cinq expositions à l'Hôtel de Ville d'Yverdon-les-Bains entre 1992 et 2001). Son travail est exposé en 2020 au Musée Ariana dans l'exposition "Anatomie fragmentée" au côté d'œuvres de Jean-Marie Borgeaud, Paul March et Patriciu Mateescu.